# 川島真織
川島 真織（かわしま まおり、1997年1月29日 - ）は、日本のプロレスラー。

## 来歴
京都府京都市西京区出身。周囲は田んぼばかりという地で育ち、当時を「野性児でした」と回顧。小学生でバレーボール、中学でラグビーを経験。小学校時代にプロレスを知り、やりたい思いに駆られ、プロレスごっこを始めるも、やりすぎて『持ち上げて投げるの禁止令』が発令される。
その後、就職するも長続きせず、17歳の時、「やりたいことをやろう」と、思いこがれたプロレスラーへの夢をかなえるため様々なプロレス団体へ連絡。最終的にシアタープロレス花鳥風月を選んだ理由は「すぐ返事をくれた」からだという。2014年4月、練習生としてリング上で挨拶をし、5月に上京。練習がきつく「3か月間は何度も逃げようと思った」が「逃げたらダサい」と思いよぎり耐え抜いた。11月の新宿FACE大会で服部健太とエキシビションマッチでリングデビュー。5月30日、浅草橋ヒューリックホール大会においてデビュー査定マッチで合格を勝ち取り、6月20日の王子神谷バビロン大会で塚本拓海を相手にプロデビュー。プロレスセンスは評価が高く、7月13日にはVKFプロレス『Monday Night Brawl』に服部健太とのタッグで出場。政宗&進祐哉組と対戦。7月20日に行われた第1回花鳥風月1DAYタッグトーナメントでは政宗との師弟コンビを結成。服部健太&三尾祥久組に惜敗した。10月19日のVKF新木場1stRING大会では、出場予定選手の欠場のため、急きょ自身初となるメインイベントへの抜擢を受けた。6人タッグでIWA軍、松田"KING"慶三から金星を挙げ、デビューから4か月目の初白星となった。
2016年より長期欠場中。2018年11月発売の週刊プロレス増刊「プロレスラー選手名鑑2019」では花鳥風月所属選手から外されており、この年までに退団扱いとなっている。
長らく欠場を続けていたが2019年10月22日、山本裕次郎自主興行でのザ・ブルーシャーク＆たけむら光一、中川達彦、ジョシュ・オブライエン組戦で約2年ぶりに実戦復帰を果たす（パートナーは勝村周一朗、唐沢志陽、瓦井寿也組）。2021年には花鳥風月時代慕っていた勝村周一朗とシングルマッチで対戦し、16分11秒で敗北。
2021年9月26日、清水基嗣、Men'sテイオー組の持つキャプテン・オブ・ザ・シークレットベース無差別級タッグ王座にHANAOKAとともに挑み、王座初挑戦にして初戴冠を果たす。試合後にはシークレットベース入団を表明した。
その後、各団体に参戦。
2024年2月11日、福岡県行橋市にてわんにゃんマッチを開催。ヴァンヴェール•ジャックとマットプロレスで対戦し、30分ドロー。
2024年10月12日、神戸リングソウルにて自身初のプロデュース興行Family of 52Hzを開催。以降は定期的に開催している。
2024年12月22日、正岡プロレスにて憧れの正岡大介とデスマッチ形式で対戦。自身初のデスマッチに挑む。

## 人物
- フリーランスとして復帰以降は、口元だけの覆面を付けて試合を行っている。
- 花鳥風月時代は風貌から練習生時代より「グッドヤンキー」と二つ名がつけられていた。デビュー後はサングラスで入場など、キャラクター化。
- 「花鳥風月だからこそ続けていけてると思う」[2]と団体愛は人一倍大きかった。

## 得意技
スイングDDT
三角飛び式をチェンジ・オブ・ペースとして使用。習った直後に恩人が急逝したため、もっとも磨いていきたい技としている。
ジャンピングエルボー
高さがあるものと、鋭い連射式を使い分ける。
Mch Ute7
セプスファルクス
寛大固め

## 入場テーマ曲
- 「M1917」a crowd of rebellion